# Luigny
Luigny ist eine französische Gemeinde mit 423 Einwohnern (Stand: 1. Januar 2022) im Département Eure-et-Loir in der Region Centre-Val de Loire; sie gehört zum Arrondissement Nogent-le-Rotrou und zum Kanton Brou. 

## Geographie
Luigny liegt etwa 43 Kilometer südwestlich von Chartres in der Landschaft Perche. Umgeben wird Luigny von den Nachbargemeinden Miermaigne im Westen und Norden, Frazé im Norden und Nordosten, Unverre im Osten und Süden sowie Moulhard im Süden.
Durch den Süden der Gemeinde führt die Autoroute A11.

## Bevölkerungsentwicklung
| Jahr                       | 1962 | 1968 | 1975 | 1982 | 1990 | 1999 | 2006 | 2013 | 2020 |
| Einwohner                  | 477  | 446  | 441  | 347  | 342  | 376  | 401  | 403  | 413  |
| Quellen: Cassini und INSEE |      |      |      |      |      |      |      |      |      |

## Sehenswürdigkeiten
- Kirche Saint-Jean-Baptiste aus dem 12. Jahrhundert

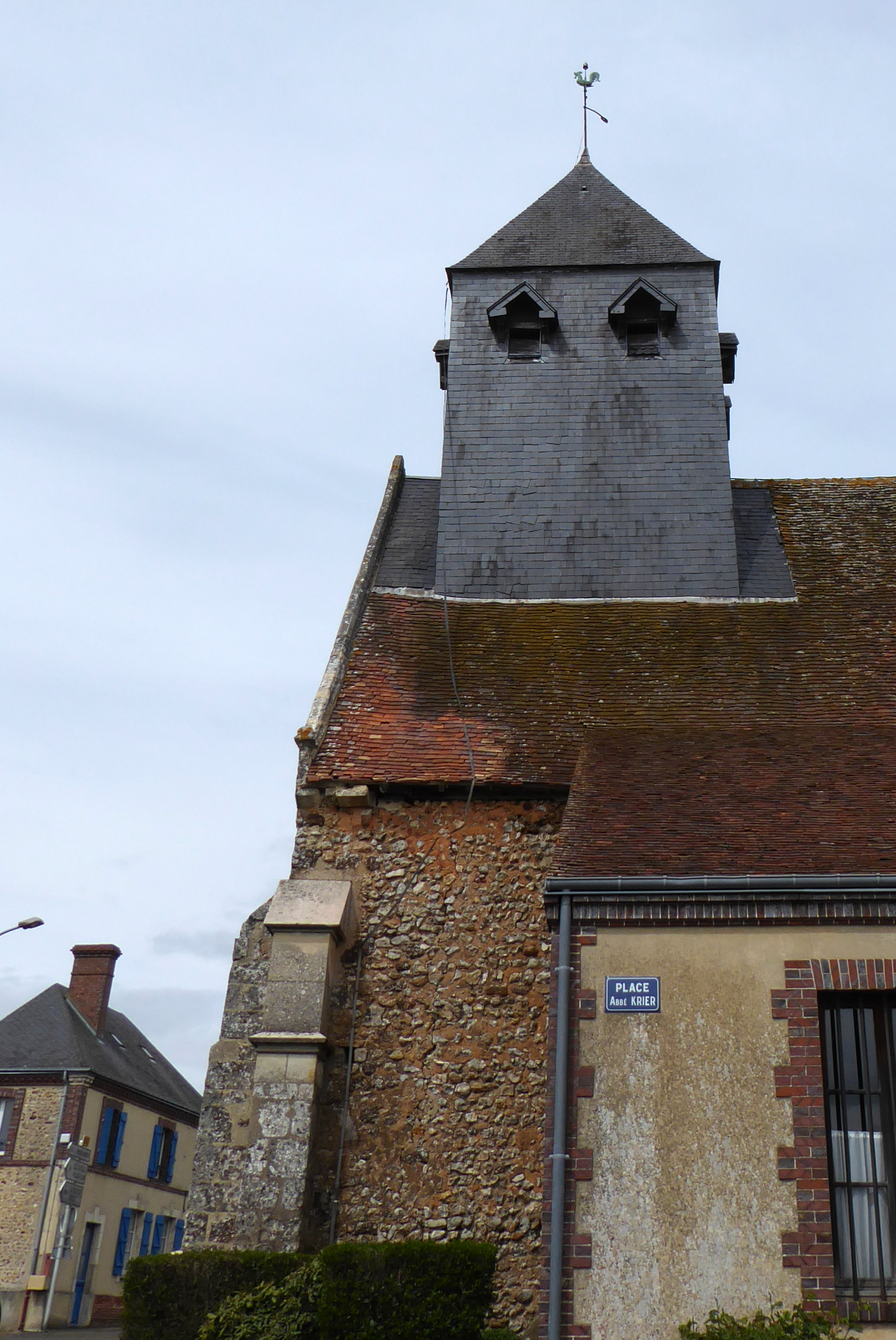
Kirche Saint-Jean-Baptiste